# 나베스

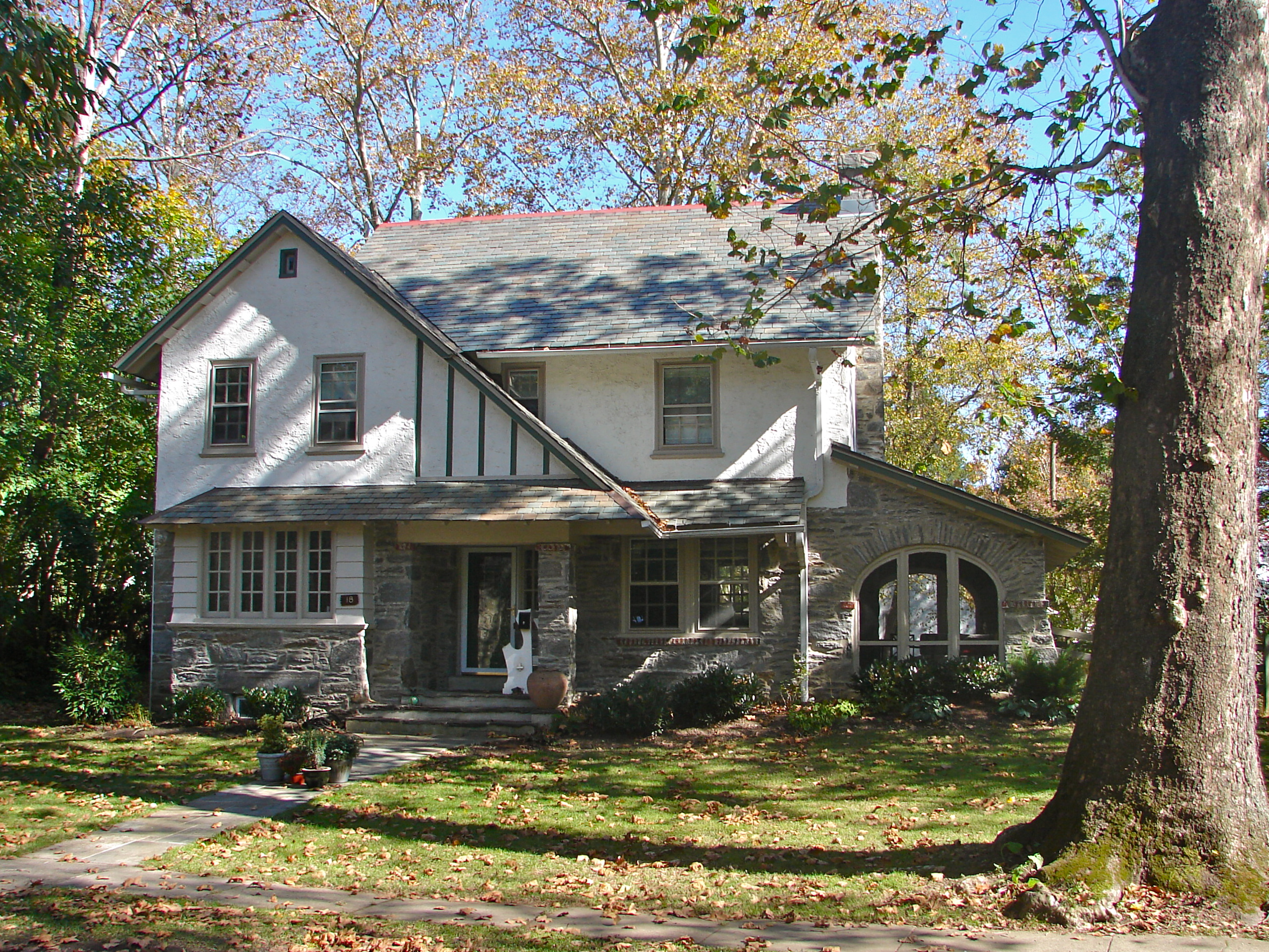
나베스

나베스(영어: Narbeth)는 미국 펜실베이니아주의 몽고메리 카운티에 위치한 구역으로 필라델피아 근교이다. 2010년 인구 조사 결과 4,282명의 주민들이 거주하고 있다.

## 인구
| 인구조사    | 인구  | Note  | %±     |
| ----------- | ----- | ----- | ------ |
| 1900년      | 847   |       | —      |
| 1910년      | 1,790 |       | 111.3% |
| 1920년      | 3,704 |       | 106.9% |
| 1930년      | 4,669 |       | 26.1%  |
| 1940년      | 5,217 |       | 11.7%  |
| 1950년      | 5,407 |       | 3.6%   |
| 1960년      | 5,109 |       | −5.5%  |
| 1970년      | 5,151 |       | 0.8%   |
| 1980년      | 4,496 |       | −12.7% |
| 1990년      | 4,278 |       | −4.8%  |
| 2000년      | 4,233 |       | −1.1%  |
| 2010년      | 4,282 |       | 1.2%   |
| 2019 (추산) | 4,336 | [ 1 ] | 1.3%   |
| 출처:       |       |       |        |